# Stella Hudgens
Stella Teodora Hudgens (ur. 13 listopada 1995) – amerykańska aktorka dziecięca. Młodsza (o 7 lat) siostra aktorki Vanessy Hudgens.

## Filmografia
- Urodzinowy koszmar (2015) jako Janelle
- Single With Parents (2008) jako Teri Jo
- Deeply Irresponsible (2007) jako Kate
- The Memory Thief (2007) jako Amanda
- High School Musical (2006) jako dziecko
- Jim wie lepiej (2004) jako Annie
- American Family (2002) jako Young Dora